# Chiesa di Sant'Anna della Butte-aux-Cailles
La chiesa di Sant'Anna della Butte-aux-Cailles (in francese: église Sainte-Anne de la Butte-aux-Cailles, fino al 2001 Sainte-Anne de la Maison-Blanche) è un luogo di culto cattolico del XIII arrondissement di Parigi, situato nel quartiere della Butte-aux-Cailles (dal quale prende il nome), all'incrocio fra rue de Tolbiac e rue Bobillot. Su di esso insiste l'omonima parrocchia, retta dal clero dell'arcidiocesi di Parigi.
La chiesa si trova nei pressi delle stazioni della metropolitana Place d'Italie (linee ,  e ) e Tolbiac (linea ).

## Storia

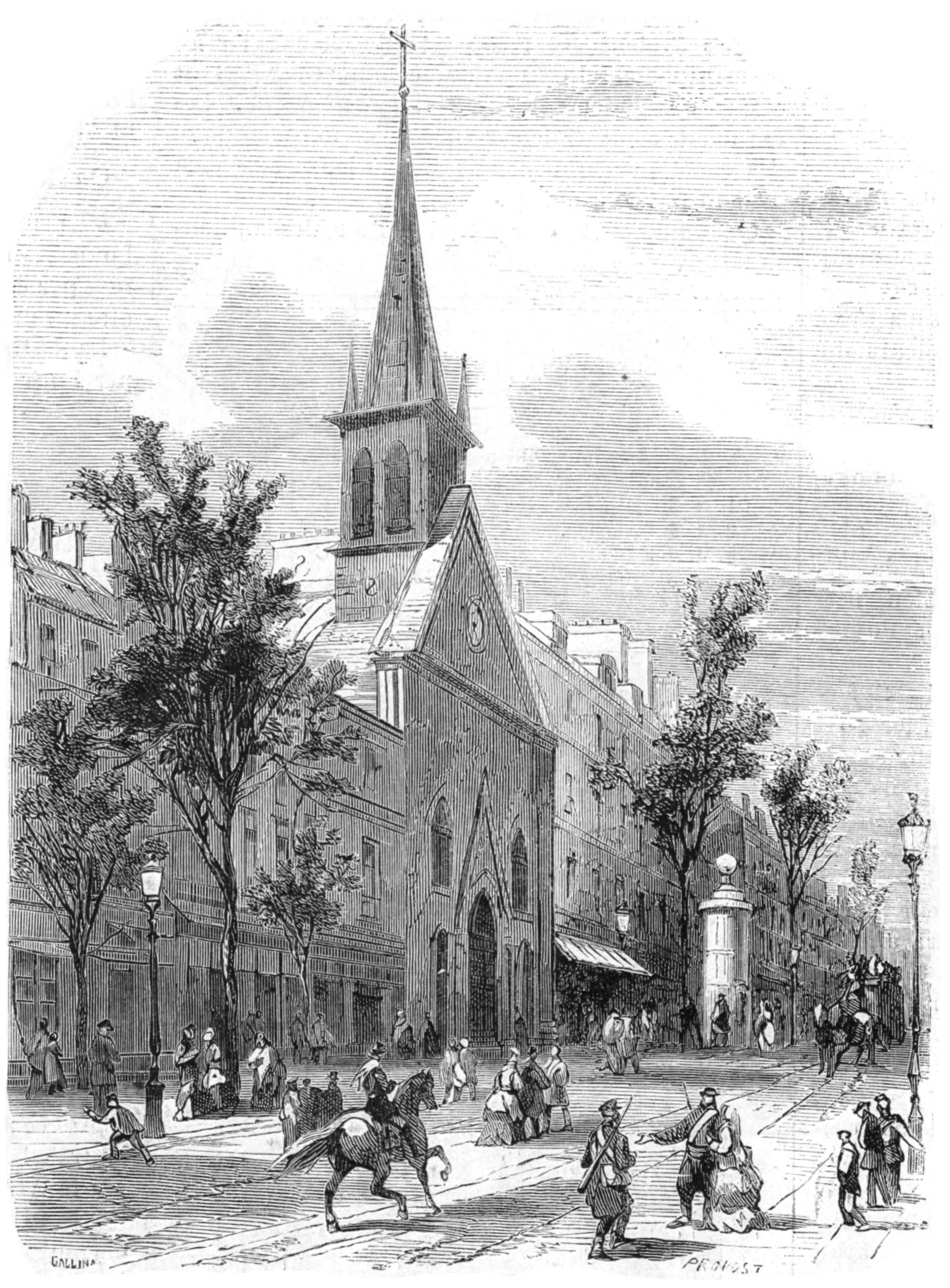
La scomparsa cappella di Saint-Marcel-de-la-Maison-Blanche nel 1871

Il primo luogo di culto del quartiere della Butte-aux-Cailles fu la cappella di Saint-Marcel de la Maison-Blanche, dedicata nel 1847, che ricadeva entro il territorio della parrocchia di Saint-Saturnin a Gentilly (comune al quale appartenne l'area fino al 1860); essa sorgeva lungo route de Fontainebleau e, dopo il 1848, acquisì popolarmente il nome di chapelle Bréa, in memoria del generale Jean Baptiste Fidèle Bréa, ucciso nel corso delle "giornate di giugno" (22-26 giugno 1848) in un edificio adiacente alla chiesa. A causa delle sue dimensioni insufficienti e del suo aspetto dimesso nonostante fosse stata ampliata nel 1861, nel 1871 Saint-Marcel venne proposta per la demolizione.
Fu 1892 venne donato dal consigliere comunale Jules Nolleval e da sua moglie il terreno per edificare una nuova chiesa che, secondo la volontà dei donatori, sarebbe dovuta essere dedicata a sant'Anna. I lavori, su progetto di Prosper Bobin, ebbero inizio nell'agosto del 1894 ed avanzarono lentamente a causa della carenza di mezzi finanziari e della necessità di realizzare una palafitta su 71 pali poggianti su fondo roccioso a una profondità da 16 a 22 m, al di sotto del fiume Bièvre. L'edificio venne aperto al culto il 25 aprile 1896, quando i lavori erano ancora lungi dall'essere terminati, con la dedicazione della cripta. Ciononostante la vecchia cappella di Saint-Marcel venne demolita l'anno successivo.
La facciata definitiva fu costruita a partire dal 1898, grazie a una donazione della famiglia di cioccolatai Lombart, da cui il soprannome di "facciata di cioccolato". Le due torri, con le relative campane, furono terminate nel 1900, per l'Esposizione universale.
Al momento della legge di separazione tra Stato e Chiese del 1905 l'edificio, non ancora terminato, divenne proprietà della città di Parigi e si pose il problema del finanziamento del completamento dei lavori; il parroco e fondatore Jean Marie Miramont fu risoluto a portarli comunque a termine e nell'aprile 1911 iniziò l'ultima fase della costruzione, relativa al capocroce. Una volta terminata, la chiesa venne dedicata il 12 ottobre 1912 dall'arcivescovo di Parigi cardinale Léon-Adolphe Amette.
Il 20 ottobre 1915 una fabbrica di granate allestita in rue de Tolbiac scoppiò provocando un vasto incendio; la chiesa di Sant'Anna fu notevolmente danneggiata con la distruzione di tutte le vetrate e squarci nelle murature, e le celebrazioni furono provvisoriamente trasferite nella cripta; i necessari interventi di ripristino iniziarono nel 1919 e nei decenni successivi la chiesa venne arricchita con nuovi elementi decorativi.
Dal 2013 l'area della crociera e parte del transetto sono interdetti alla fruizione per grazi problemi strutturali a quell'area dell'edificio.
L'11 giugno 2018 la chiesa è stata dichiarata monumento storico di Francia.

## Descrizione

### Misure e dimensioni

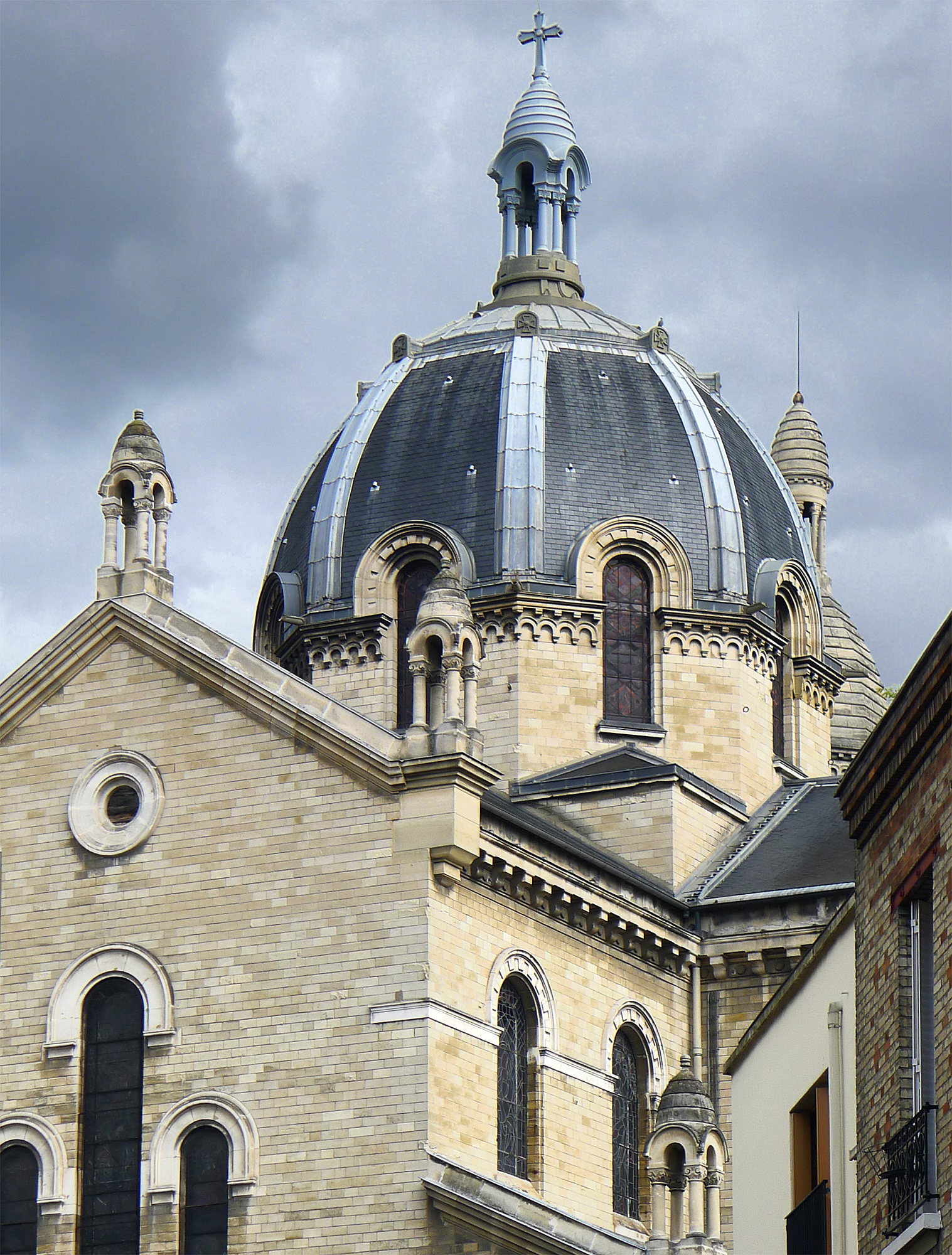
La cupola

| Parametro               | Misura |
| ----------------------- | ------ |
| Lunghezza               | 56 m   |
| Lunghezza del transetto | 34 m   |
| Larghezza               | 31 m   |
| Altezza della facciata  | 32 m   |
| Altezza delle torri     | 55 m   |

### Architettura e arte

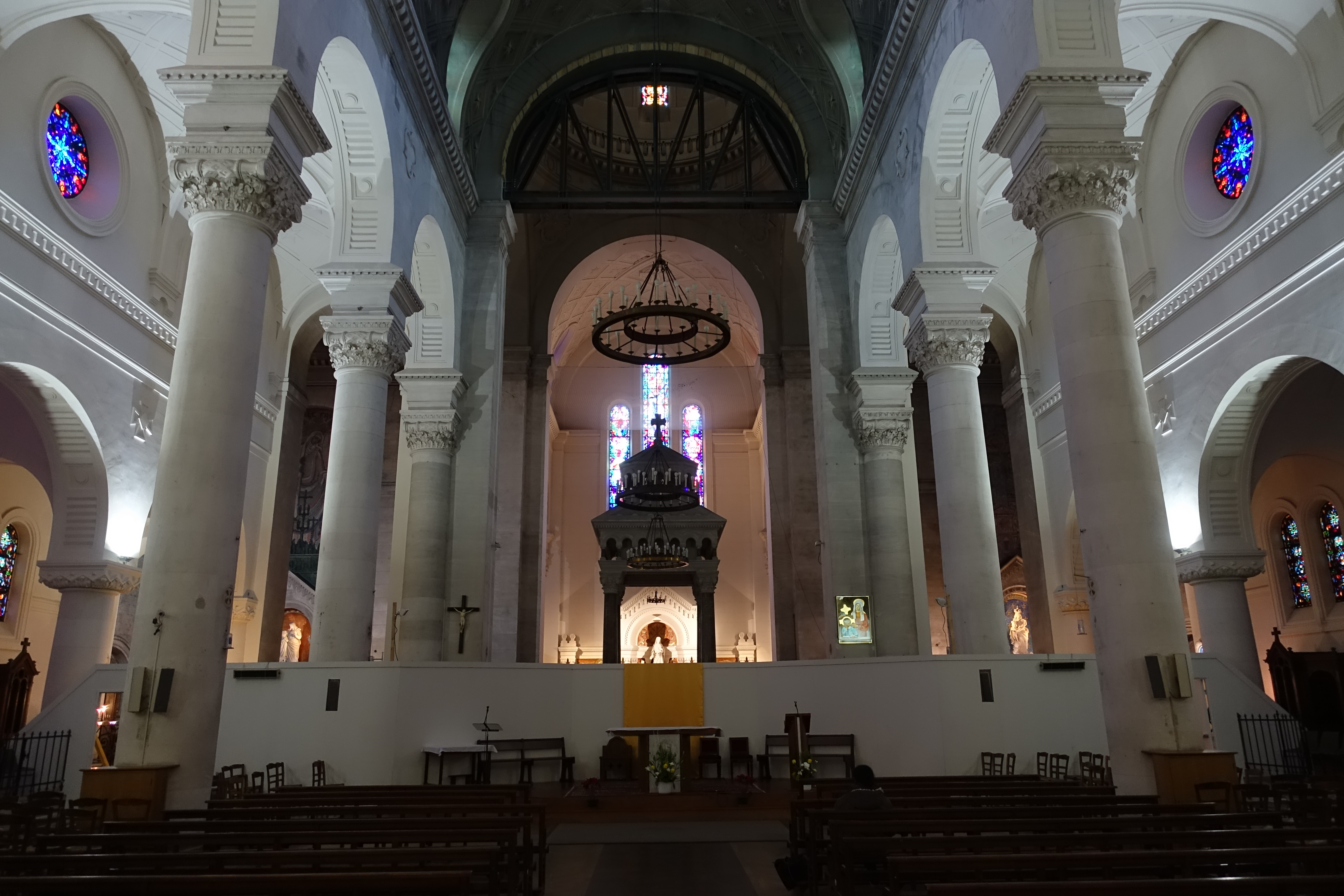
Interno

La chiesa è opera dell'architetto Prosper Bobin e si presenta in uno stile eclettico frutto della commistione di influenze eterogenee: bizantina (cupola, mosaici), romanica (protiro, endonartece, ciborio), gotica (rosone, volte), art déco (vetrate, mosaici, altari).
La facciata, preceduta da una scalinata, presenta nella parte inferiore tre portali dei quali quello centrale sormontato da una lunetta a mosaico e bassorilievo raffigurante Anna e Maria, e da un protiro su colonne corinzie. Più in alto il rosone e, a coronamento, una statua della santa titolare opera di Adolphe Roberton (fine del XIX secolo). Le due torri campanarie, denominate rispettivamente "Jules" e "Honorine" in memoria dei donatori, ospitano un concerto di tre campane e presentano un elaborato coronamento costituito da un cupolino ottagonale con alto tamburo e lanterna circolare, fiancheggiato da quattro più piccoli a base quadrangolare.
La chiesa presenta una pianta a croce latina con transetto poco sporgente e cupola a base ottagonale in corrispondenza della crociera; l'aula, preceduta da un endonartece, è suddivisa in cinque navatenseparate da arcate a tutto sesto poggianti su colonne con i capitelli scolpiti, delle quali le due esterne sono adibite a cappelle laterali e le tre centrali proseguono oltre il transetto. I mosaici e le vetrate policrome furono realizzati nel 1938 dall'atelier dei fratelli Mauméjean e costituiscono una delle più importanti opere d'arte sacra di Parigi degli anni fra le due guerre mondiali. Il transetto di destra è adibito a cappella della Vergine Maria (con mosaico delle Virtù della Madonna e vetrata con Scene della vita di Maria), mentre quello di sinistra a cappella di Sant'Anna (con mosaico riferito al culto della santa ad Auray, in Bretagna, e vetrata con Scene della vita di sant'Anna); l'abside, con terminazione piatta, è dedicata al Sacro Cuore di Gesù, con mosaici inerenti alla Mansuetudine e alla Passione di Cristo e vetrata raffigurante i Misteri del Rosario. L'altare maggiore, situato al centro della crociera, è sormontato da un ciborio a doppio ordine di archetti su colonne e copertura piramidale. Le stazioni della Via Crucis, in terracotta invetriata, sono dello scultore Minnazoil (1927).

### Organo a canne
Sulla cantoria in controfacciata si trova l'organo a canne. Venne costruito dalla ditta Abbey e inaugurato il 3 giugno 1928; successivamente fu restaurato e modificato una prima volta da Beuchet-Debierre e una seconda da Gutschenritter nel 1963.
Lo strumento è alloggiato interamente entro una cassa lignea decorata con motivi desunti dall'architettura della chiesa; la sua facciata si articola in cinque campi dei quali i tre centrali piani, ciascuno inquadrato da un arco, e i due laterali costituiti da tourrelles con canne intervallate a colonne e cupolino di coronamento che richiama quello dei campanili. Il profilo superiore è costituito da una teoria di archetti. Il sistema di trasmissione è integralmente elettrico e l'organo si articola in 37 registri. La consolle è anch'essa situata in cantoria e dispone di tre tastiere e pedaliera.

## Galleria d'immagini

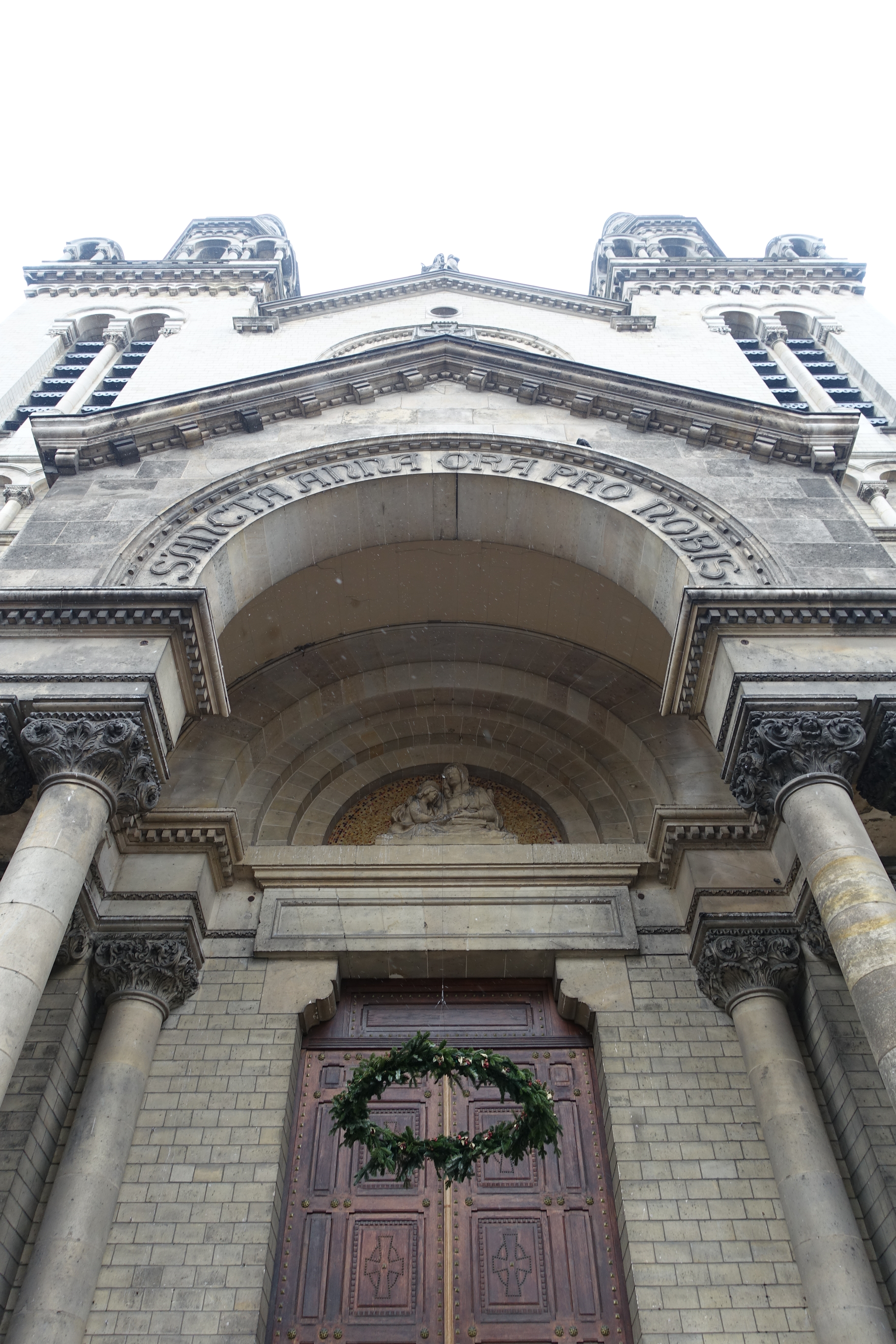
Portale centrale e protiro
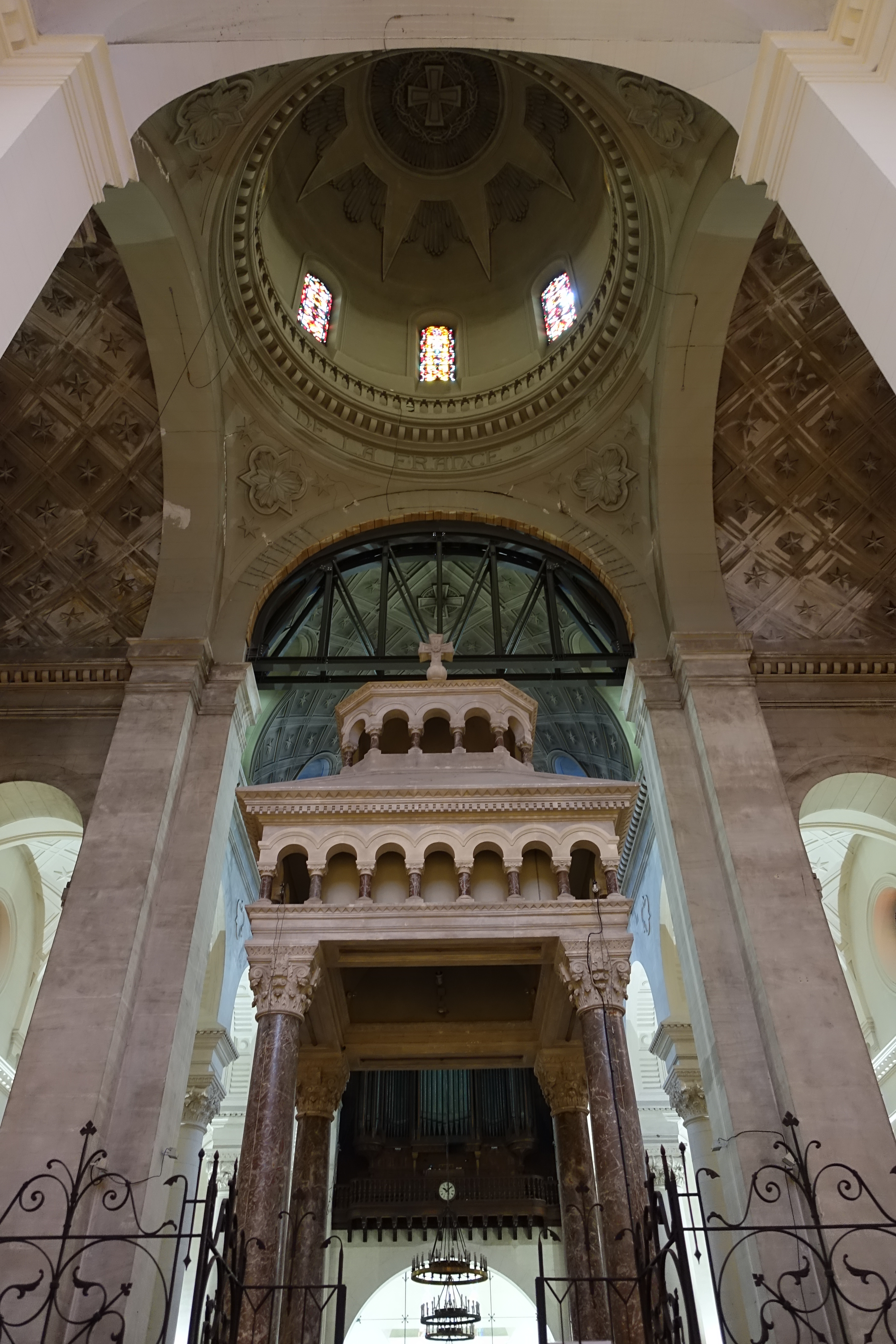
Ciborio e cupola
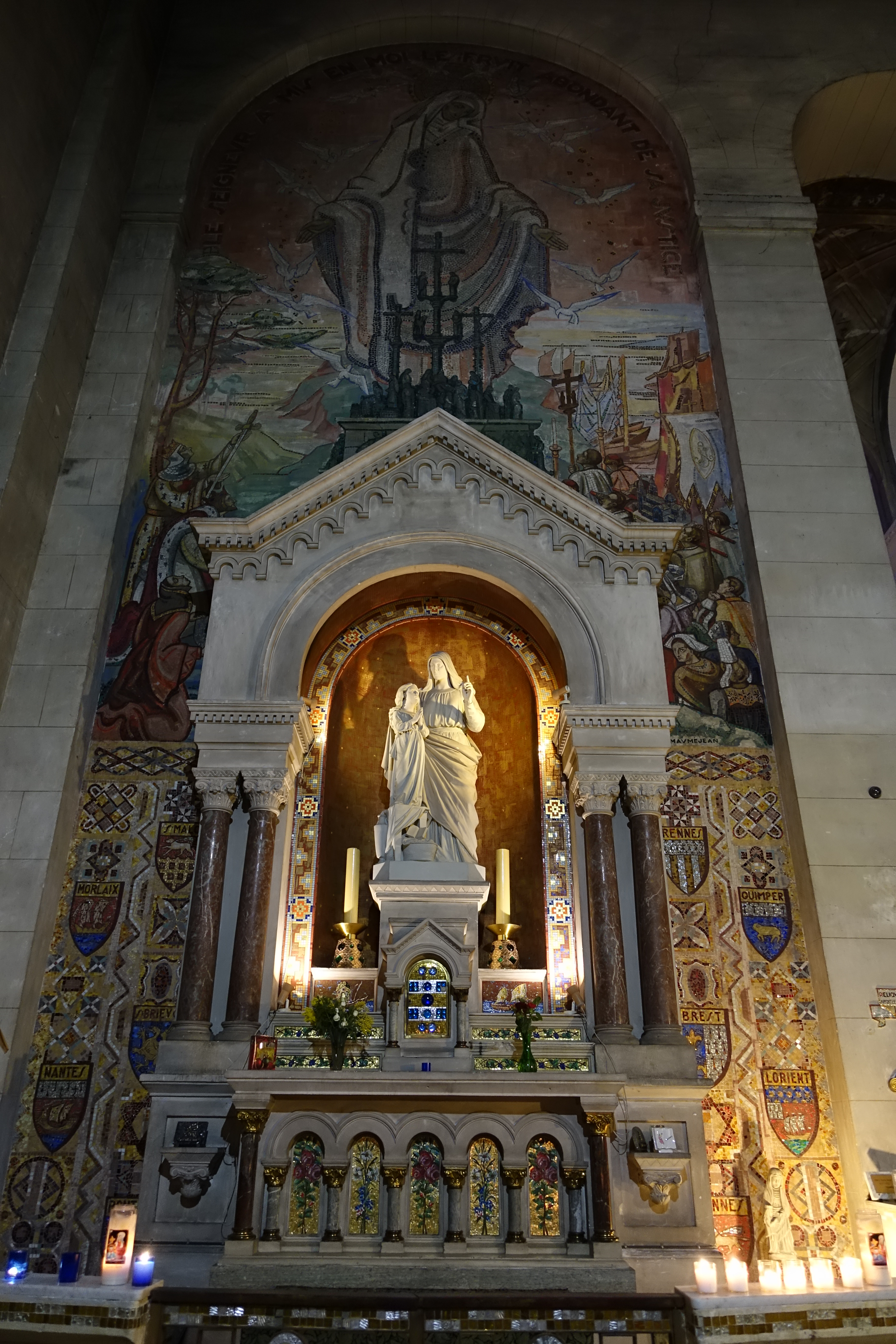
Altare di Sant'Anna
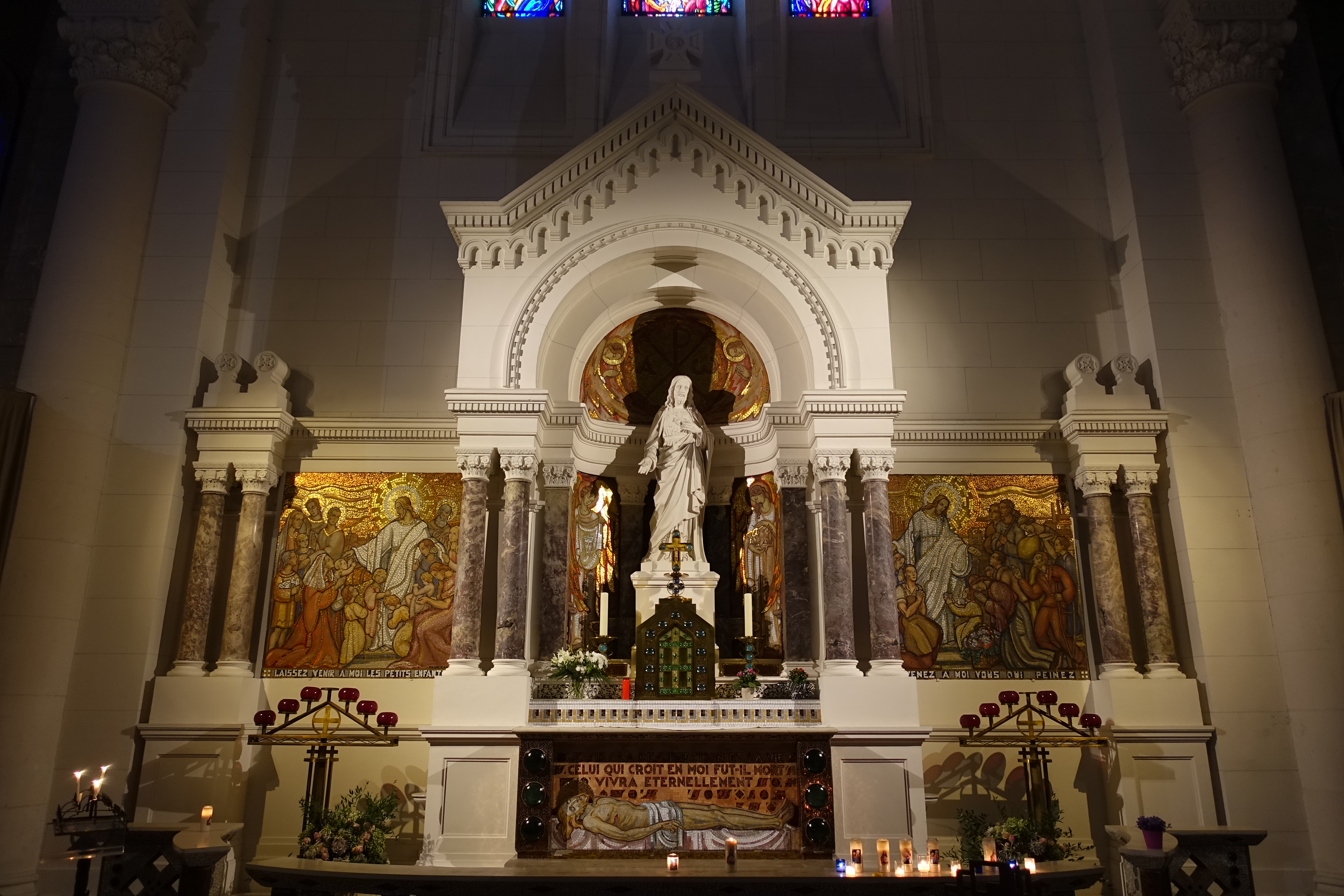
Altare del Sacro Cuore
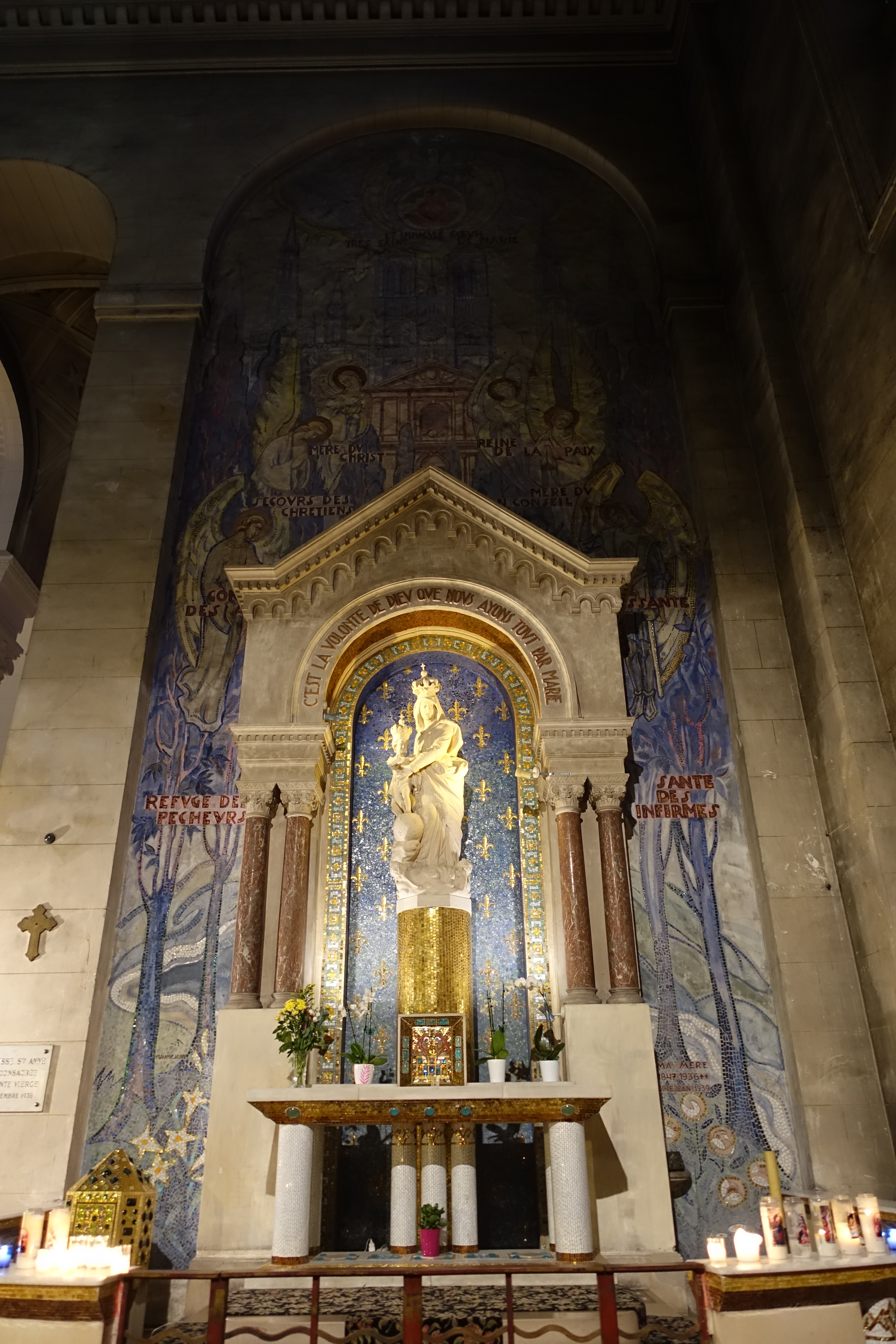
Altare della Vergine Maria
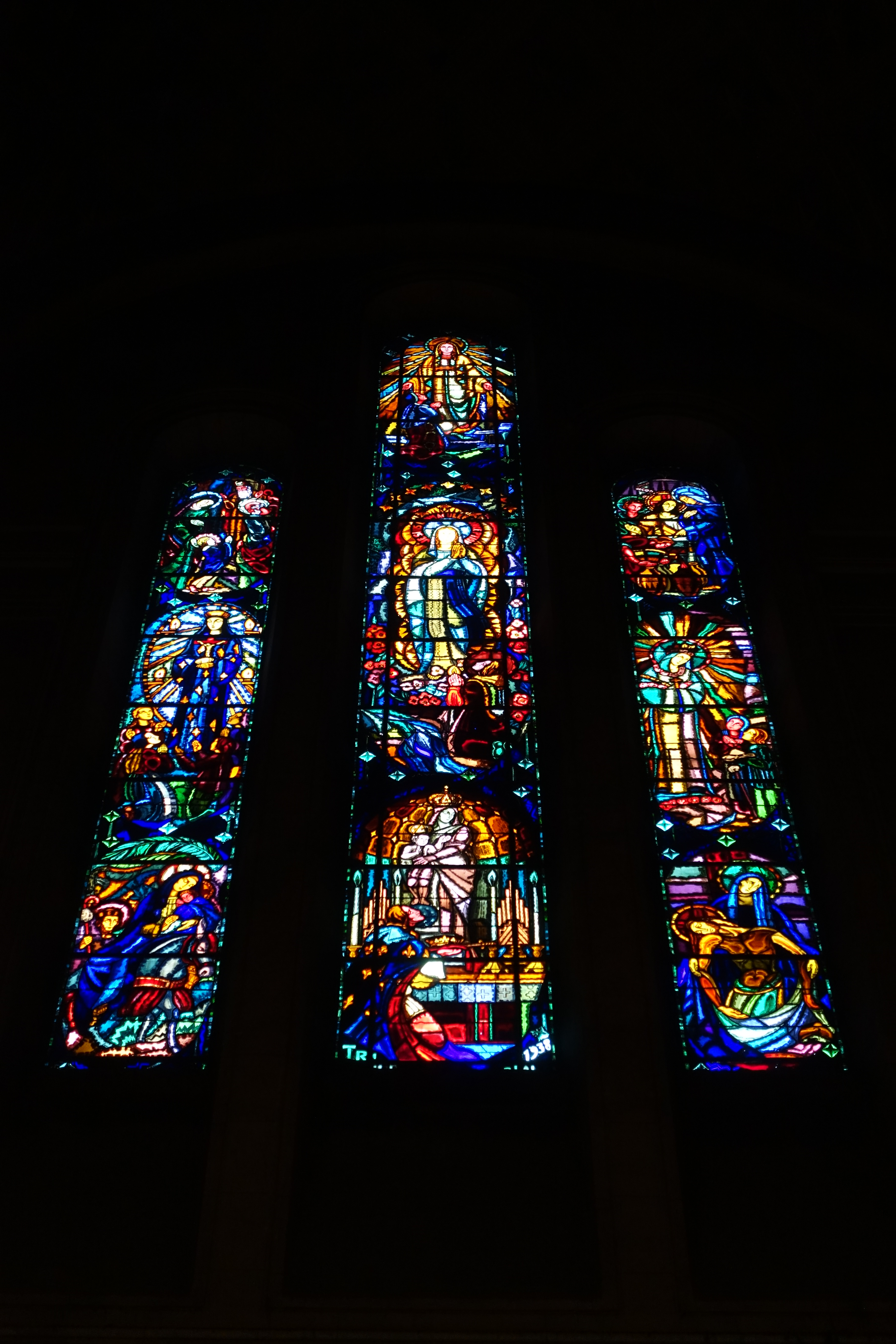
Vetrata con Scene della vita di Maria
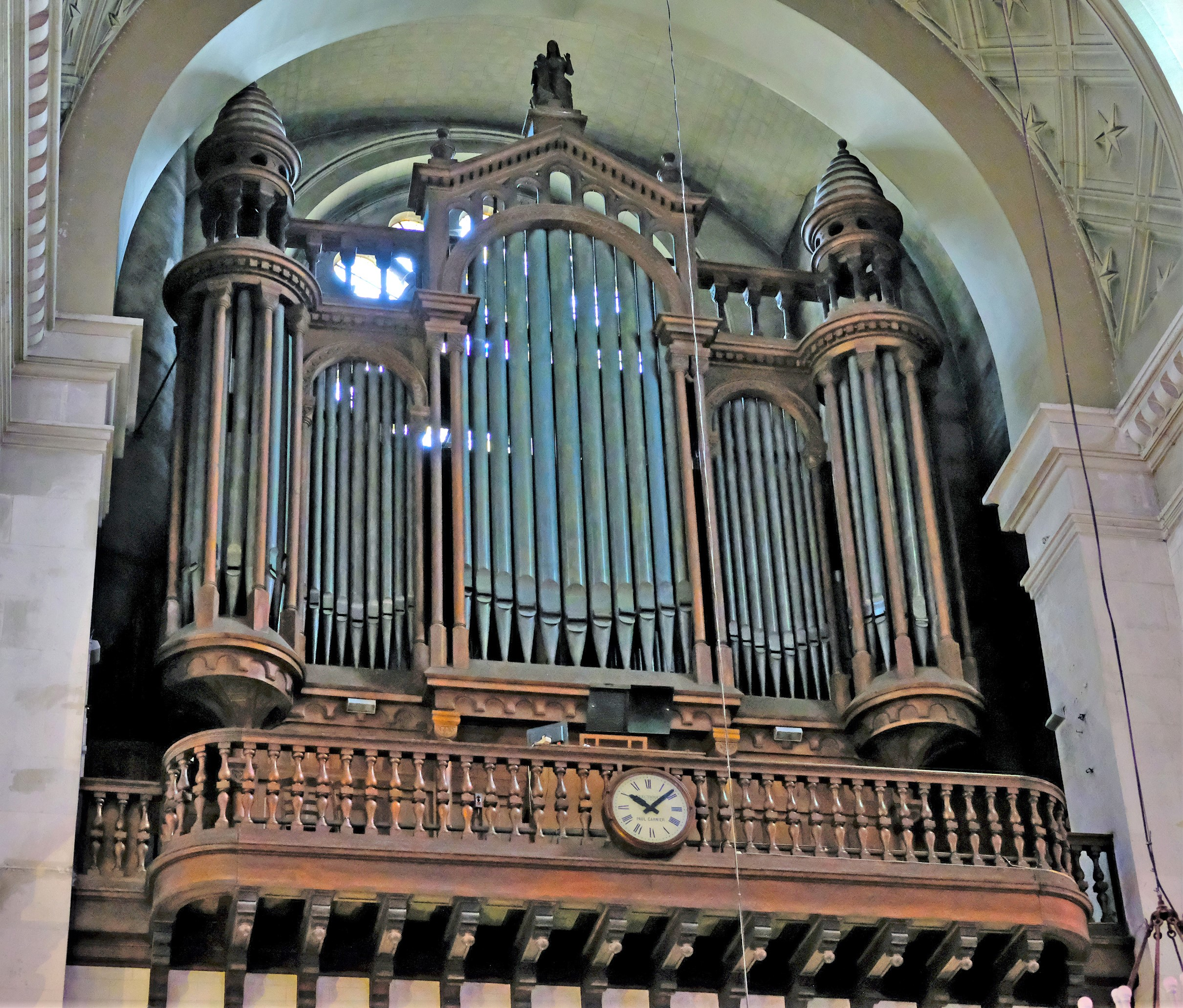
Organo a canne